# او-۷۵۲

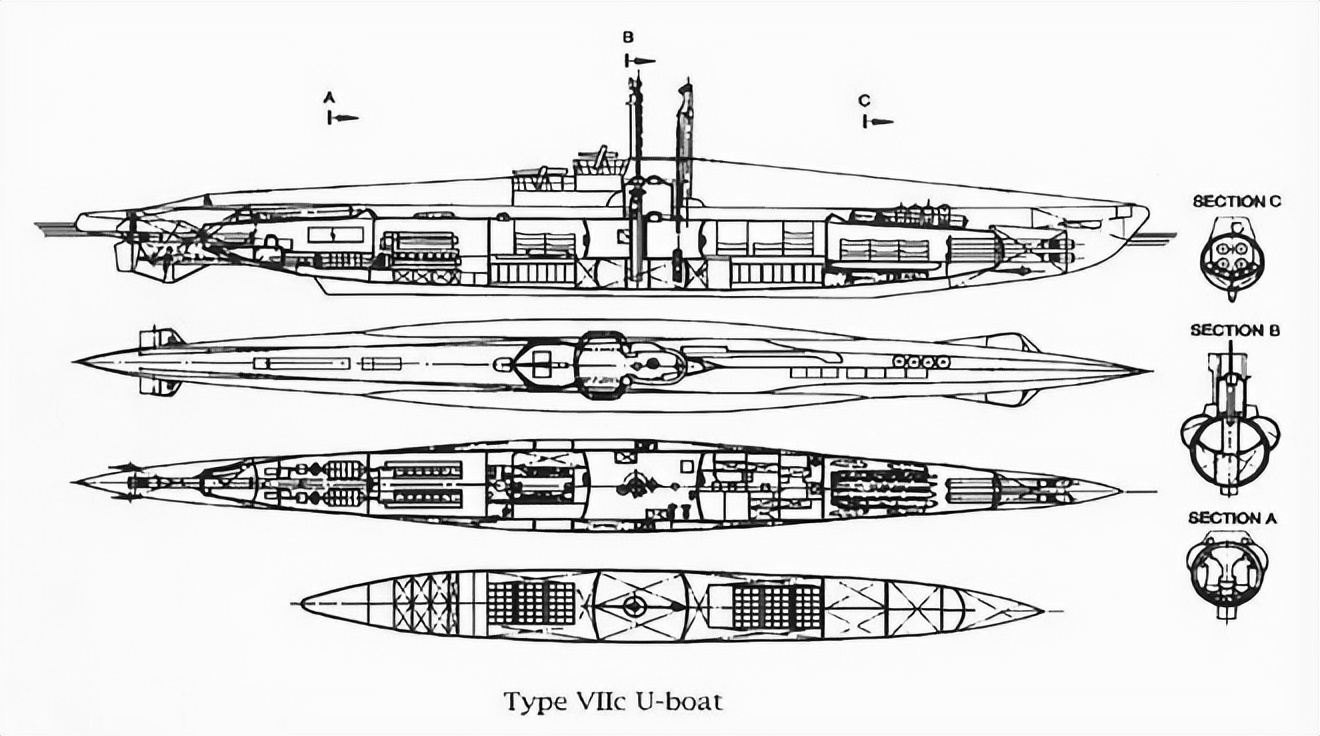
U-752

زیردریایی یو-۷۵۲ (به انگلیسی: German submarine U-752) یک زیردریایی است که طول آن ۶۷٫۱ متر (۲۲۰ فوت ۲ اینچ) می‌باشد. این زیردریایی در سال ۱۹۴۱ ساخته شد.